# Leandro Garate
Leandro Julián Garate (Empalme Villa Constitución, 2 de septiembre de 1993) es un futbolista argentino que juega de delantero en el AE Larissas, de la Superliga de Grecia.

## Trayectoria
Hizo sus inferiores en River Plate. Tras no obtener la regularidad que pretendía, a los 18 años dejó las inferiores, para firmar por Tigre.
Llegó como jugador libre al Sandefjord de Noruega, adonde arribó en 2015.
En abril del 2017 llegó al Deportivo Rincón, en el Torneo Federal B.
A principios de 2018 fue fichado por Club Atlético Brown, de la Primera B Nacional.
Se desempeñó en Arsenal de Sarandí, con el que ganó el campeonato Primera B Nacional, la segunda división en la Argentina, de 2018-2019. Fue el goleador del equipo y anotó el gol decisivo en el último partido, un desempate por el título de campeón contra Sarmiento de Junín que así terminó 1-0. Por ese motivo, el Club Arsenal ascendió a la Superliga, la primera división del país, para jugar a partir del campeonato de 2019-2020.
En julio de 2019, fue transferido al Barnechea de la Primera B del fútbol chileno, para participar en la segunda rueda del Campeonato AS.com 2019, lo que fue su segunda experiencia en el extranjero. Con el cuadro huaicochero, hizo 5 goles en el torneo 2019 y 12 goles en el torneo 2020.
A principios del 2021, fue traspasado a Coquimbo Unido, donde en su primera temporada marcó 10 goles en el campeonato 2021, saliendo campeón del torneo con la escuadra pirata con Gárate como máxima figura.
Debido a su buena campaña, en enero de 2022 fue transferido a Unión Española de la Primera división chilena.Tras dos temporadas, el 18 de enero de 2024 es anunciada su transferencia a Huracán de la Primera División de Argentina, en un contrato por 3 temporadas.

## Clubes
| Club                 | País      | Año       |
| -------------------- | --------- | --------- |
| Tigre                | Argentina | 2013-2015 |
| Sandefjord Fotball   | Noruega   | 2015-2016 |
| Rincón de los Sauces | Argentina | 2017      |
| Brown de Adrogué     | Argentina | 2018      |
| Arsenal de Sarandi   | Argentina | 2019      |
| Barnechea            | Chile     | 2019-2021 |
| Coquimbo Unido       | Chile     | 2021      |
| Unión Española       | Chile     | 2022-2023 |
| Huracán              | Argentina | 2023-2024 |
| Banfield             | Argentina | 2024-2025 |

## Palmarés
| Título                   | Club                      | País      | Año     |
| ------------------------ | ------------------------- | --------- | ------- |
| Copa Libertadores Sub-20 | Club Atlético River Plate | Argentina | 2012    |
| Primera B Nacional       | Arsenal                   | Argentina | 2018/19 |
| Primera B                | Coquimbo Unido            | Chile     | 2021    |

### Distinciones individuales
| Distinción                                 | Año  |
| ------------------------------------------ | ---- |
| Máximo goleador de la Copa Chile (6 goles) | 2022 |